# Ludorf
Ludorf is een plaats en voormalige gemeente in de Duitse deelstaat Mecklenburg-Voor-Pommeren, en maakt deel uit van het Landkreis Mecklenburgische Seenplatte.
Ludorf telt 507 inwoners.
Op 26 mei 2019 fuseerde de gemeente Ludorf met Vipperow tot de gemeente Südmüritz.

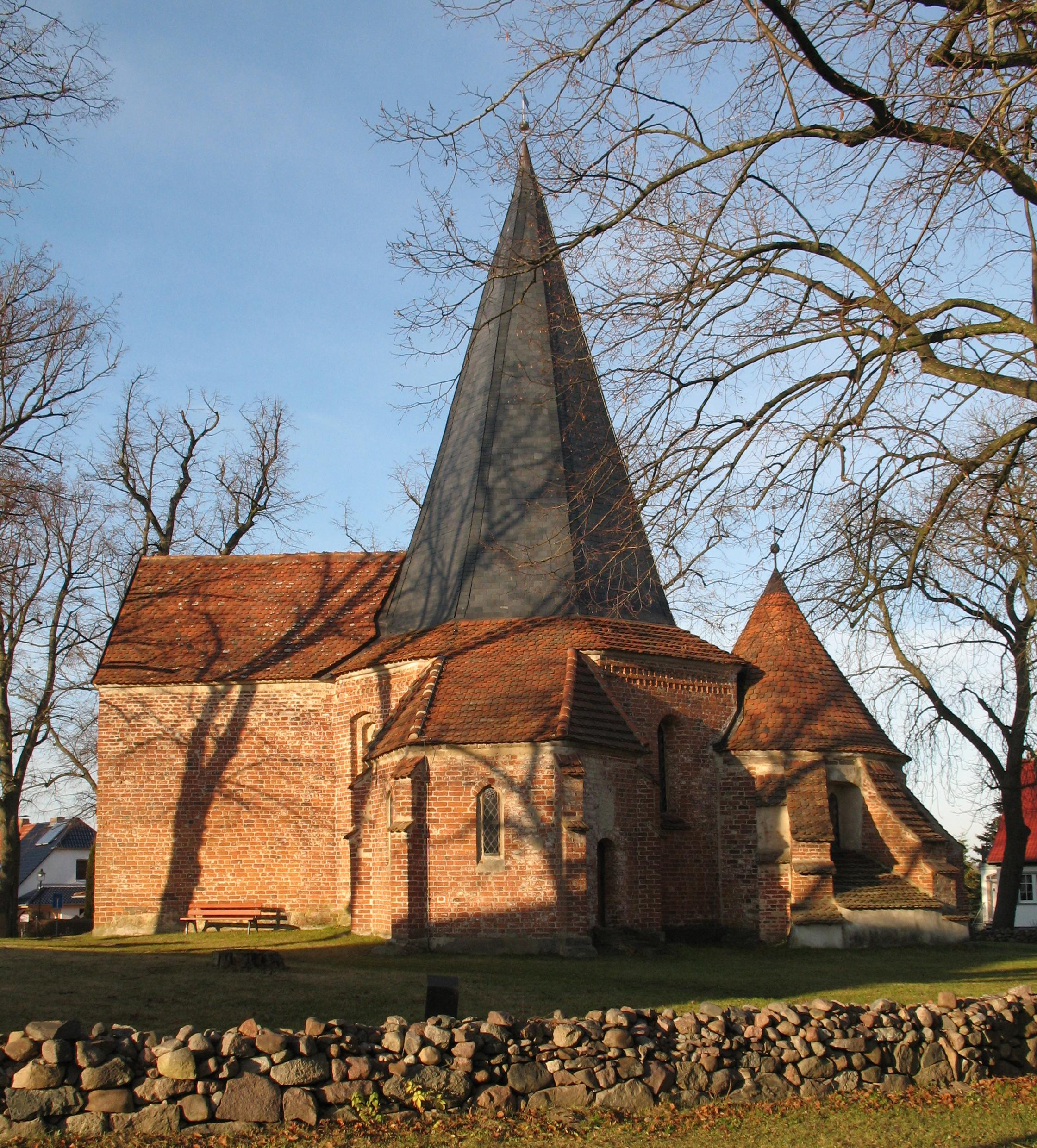
Kerk